# Discografia di MC Ren
Questa che segue è la discografia completa del rapper statunitense MC Ren, dagli esordi fino a oggi.

## Con N.W.A.

### Album in Studio
| Data            | Titolo                 | Etichetta         | Posizione Billboard | Premi                    |
| --------------- | ---------------------- | ----------------- | ------------------- | ------------------------ |
| 6 novembre 1987 | N.W.A. and the Posse   | Macola Records    | -                   | Disco d'oro              |
| 8 agosto 1988   | Straight Outta Compton | Ruthless/Priority | #37                 | 2 volte Disco di Platino |
| 28 maggio 1991  | Efil4zaggin            | Ruthless/Priority | #1                  | Disco di Platino         |

### EP
| Data           | Titolo                | Etichetta         | Posizione Billboard | Premi            |
| -------------- | --------------------- | ----------------- | ------------------- | ---------------- |
| 16 agosto 1990 | 100 Miles and Runnin' | Ruthless/Priority | #27                 | Disco di Platino |

### Singoli
| Titolo                   | Album                  | Posizione in classifica | Posizione in classifica | Posizione in classifica | Posizione in classifica | Anno |
| Titolo                   | Album                  | Billboard Hot 100       | USA R'n'B/Hip-Hop       | USA Rap                 | UK Singles Chart        | Anno |
| "Straight Outta Compton" | Straight Outta Compton | -                       | -                       | -                       | -                       | 1988 |
| "Gangsta Gangsta"        | Straight Outta Compton | -                       | #91                     | #11                     | #70                     | 1988 |
| "Express Your Self"      | Straight Outta Compton | -                       | #45                     | #2                      | #26                     | 1989 |
| "100 Miles and Runnin'"  | 100 Miles and Runnin'  | -                       | #51                     | #2                      | #38                     | 1990 |

## Solista
| album |
| --- |
| Kizz My Black Azz - Uscito nel: 1992 - Classifiche: #12 US, Top #10 R&B/Hip-Hop - RIAA: Platino - Singoli: "Final Frontier" - Casa di registrazione: Ruthless Records                  |
| Shock of the hour - Uscito nel: 1993 - Classifiche: #22 US, #1 R&B/Hip-Hop - RIAA: Platino - Singoli: "Same Old Shit", "Fuck What Ya Heard" - Casa di registrazione: Ruthless Records  |
| The Villain in Black - Uscito nel: 1996 - Classifiche: #31 US, #7 R&B/Hip-Hop - RIAA: Disco d'oro - Singoli: "Keep It Real", "Mad Scientist" - Casa di registrazione: Ruthless Records |
| Ruthless for Life - Uscito nel: 1998 - Classifiche: #100 US, #14 Top R&B/Hip Hop - RIAA: Disco d'oro - Singoli: "Ruthless for Life" - Casa di registrazione: Ruthless Records          |